# Mirko Špacapan
Mirko Špacapan (tudi Frederico Martin Spazzapan), slovenski zdravnik pediater, športnik, politični in kulturni delavec, * 20. november 1953, Lanús Oeste, Buenos Aires, † 23. november 2007, Videm.

## Zdravnik
Sin slovenskih staršev v begunstvu. Do leta 1963 obiskoval osnovno šolo v Lanusu, nato se je s starši preselil v Gorico, kjer je nadaljeval s šolanjem na osnovni, srednji in višji šoli s slovenskim učnim jezikom. Maturiral je na klasičnem liceju leta 1972. Vpisal se je na medicinsko fakulteto v Trstu, kjer je promoviral leta 1978. Za tem je študij nadaljeval v Veroni, kjer je leta 1983 zaključil specializacijo iz pediatrije.
Od leta 1979 do 1993 je bil zaposlen kot asistent na pediatričnem oddelku Splošne bolnišnice v Gorici ter šolski zdravnik za slovenske šole v Gorici. To funkcijo je od leta 1984 poleg Gorice opravljal še v Števerjanu in Sovodnjah. V istem času je pričel delati tudi v privatni ambulanti. 
Kot pediater - neonatolog je bil zaposlen v videmski bolnišnici od leta 1994. Specializiral se je za neonatalno ventilacijo in cerebralno ekografijo ter bil bolniški izvedenec v oživljanju novorojenčka v porodniški sobi.

## Športnik
Že od gimnazijskih let je aktivno udeleževal v kulturnem, športnem in političnem življenju na Goriškem. Bil je voditelj skavtske organizacije od njene ustanovitve leta 1965 vse do leta 1980.
Od leta 1966 do leta 1971 je aktivno igral nogomet; leta 1970 je bil deželni prvak v metu diska in krogle. Nato je pričel z igranjem odbojke pri športnem društvu Bor iz Trsta, za tem pa postal član ekipe ŠZ Olympia iz Gorice, leta 1988 je bil izvoljen tudi za predsednika ekipe.

## Politik
Aktivno politično delovanje je pričel leta 1976, ko je v Gorici ustanovil mladinsko sekcijo stranke Slovenske skupnosti. Istega leta je postal tudi njen prvi tajnik. Bil je član goriškega pokrajinskega sveta Ssk in od leta 1984 njen podtajnik, od leta 1988 pa član deželnega tajništva. Od leta 2001 do svoje smrti je bil tajnik Slovenske skupnosti za Goriško.
Leta 1983 je bil na listi Slovenske skupnosti izvoljen v goriški pokrajinski svet, kjer je prevzel odborništvo za šolstvo, šport in prosti čas]. Januarja 1988 je bil ponovno izvoljen v svet goriške pokrajine; septembra istega leta mu je bilo zaupano odborništvo za šolstvo, organizacijo, lov in ribolov. Leta 2003 je bil izvoljen za deželnega svetovalca kot predstavnik Slovenske skupnosti v deželni svet Furlanije - Julijske krajine.

## Glasbenik
Pel je pri različnih pevskih zborih in sam tudi ustanovil in vodil glasbeni skupini MINIPE (1966-1970), Nova Misel (1971-1975) in Akord (1992-2007). V mladih letih se je ob šolanju učil glasbe. Kasneje (1994) se je ponovno posvetil študiju iz klavirja, ki ga je dokončal z diplomo na konzervatoriju Tartini v Trstu leta 1996. Med izkušnje spada tudi komponiranje tako cerkvene kot ljudske zborovske pesmi. Med pomembnejša dela spadajo uglasbitev Maše za očeta Bogomira, Poslednjega pisma Ivana Gradnika, Teharske legije, molitve Oče naš in Zdravice.
Z moško vokalno skupino Akord in mešanim pevskim zborom Podgora iz Podgore pri Gorici je dosegel vrsto pomembnih priznanj tako na slovenskih kot italijanskih pevskih revijah in tekmovanjih ter izdal kaseto in zgoščenko.